# Khuddaka Nikaya
Khuddaka Nikaya (-nikāya; „Mniejszy Zbiór”) – ostatni z pięciu nikāya, lub zbiorów w Sutta Pitaka, który jest z kolei jednym z „trzech koszy”, składających się na palijską Tipitakę, czyli pisma buddyzmu theravady. Ten nikaya zawiera w różnych edycjach piętnaście (w Tajlandii), siedemnaście (na Sri Lance), lub osiemnaście (w Birmie) ksiąg, dotyczących różnorodnych tematów związanych z Buddą i jego najważniejszymi uczniami.
Profesor Hirakawa Akira twierdzi, że Kuddaka Nikaya reprezentuje stadium w rozwoju Kanonu palijskiego/Agam, w którym nowy materiał nie dodawany już do reszty Sutta Pitaka, był dopisywany do Khuddaka Pitaka. Khuddaka Pitaka stał się składnicą dla tych materiałów, które pozostały poza czterema Agamami/Nikayami (Digha Nikaya, Majjhima Nikaya, Samyutta Nikaya i Anguttara Nikaya) i dlatego zawiera zarówno wczesne, jak i późne teksty. Pośród szkół, które włączyły Khuddaka Pitaka do swojego Kanonu były mahisasaka, dharmaguptaka i mahasanghika. Jedynym zachowanym do dziś przykładem Khuddaka Pitaki jest Khuddaka Nikaya szkoły therawady.

## Działy Khuddaka Nikaya
Ten nikaya zawiera kilka lub wszystkie z następujących tekstów:
1. Khuddakapatha
2. Dhammapada
3. Udana
4. Itivuttaka
5. Suttanipata
6. Vimanavatthu
7. Petavatthu
8. Theragatha
9. Therigatha
10. Jataka
11. Niddesa
12. Patisambhidamagga
13. Apadana
14. Buddhavamsa
15. Cariyapitaka
16. Nettipakarana or Netti (włączony do edycji birmańskiej i syngaleskiej, ale nie do tajskiej)
17. Petakopadesa (włączony do edycji birmańskiej i syngaleskiej, ale nie do tajskiej)
18. Milindapanha (włączony do edycji birmańskiej, ale nie do syngaleskiej ani do tajskiej)

Wprowadzenie do Sumangalavilasini, komentarza do Digha Nikaya opracowanego w IV lub V wieku przez Buddhaghosę na podstawie wcześniejszych komentarzy, które nie dotrwały do naszych czasów podaje, że recytatorzy Didhy wyliczali w tej nikayi księgi 2–12, natomiast recytatorzy Majjhima Nikaya wyliczają 2–15. Następnie podaje spis części Kanonu, znaleziony także we wprowadzeniach do komentarzy do Vinaya Pitaki i Abhidhamma Pitaki, który wylicza dla tej nikayi księgi 1–15. Wprowadzenie zawiera także alternatywną klasyfikację, w której do tej nikayi włączane są również Vinaya i Abhidhamma. W ten sposób pięć nikayi tworzy klasyfikację całego Kanonu, a nie tylko Sutta Pitaki. Badacze wnioskują na podstawie tych list, że księgi 13–15 były dodane później, a księga 1 w jeszcze późniejszym czasie.
Oba przetrwałe do dziś komentarze do części dotyczącej recytatorów, tłumaczą pozorną różnicę pomiędzy recytatorami. Nie był to faktyczny spór o treść Kanonu, ale zaledwie niezgoda dotycząca jego klasyfikacji. Komentarze podają na przykład, że recytatorzy Didhy uważali księgę 15 jako kanoniczną, ale uważali ją za część księgi 10, a nie za osobny tekst. Podobnie późniejszy podkomentarz, opracowany przez głowę birmańskiej sanghi około dwóch wieków temu podaje, że księgi 16 i 17 były zaliczane jako część 11 i/lub 12.
Pełna lista 18 ksiąg zawarta jest w zapisach przyjętych przez birmański Piąty Sobór oraz w drukowanej edycji tekstu recytowanego na Szóstym Soborze.

## Datowanie ksiąg Khuddaka Nikaya
Na temat datowania różnych ksiąg Khuddaka Nikayi, Oliver Abeynayake pisze w sposób następujący:
„Datowanie Khuddaka Nikayi łatwo można podzielić na dwa okresy – wczesny i późny. Teksty Sutta Nipata, Itivuttaka, Dhammapada, Therigatha (Theragatha), Udana oraz Jataka należą do okresu wczesnego. Khuddakapatha, Vimanavatthu, Petavatthu, Niddesa, Patisambhida, Apadana, Buddhavamsa i Cariyapitaka można zaliczyć do późniejszego”.

## Angielskie tłumaczenia
Podane niżej tłumaczenia zawierają materiały z co najmniej dwóch ksiąg Khuddaka Nikayi. W celu znalezienia tłumaczeń pojedynczych ksiąg, sprawdź odpowiednie artykuły.
- Psalms of the Early Buddhists, 9 & 8 tr C. A. F. Rhys Davids, Pali Text Society[4]
- Minor Anthologies of the Pali Canon, 1931-75, 4 volumes, Pali Text Society, Bristol; tłumaczenia ksiąg 2, 1, 3, 4, 14, 15, 6, 7
- The Udana and the Itivuttaka, tr John D. Ireland, Buddhist Publication Society, Kandy, Sri Lanka; pierwotnie publikowane osobno